# C/1953 T1 Abell
C/1953 T1 Abell este o cometă neperiodică cu orbită hiperbolică. A fost descoperită de astronomul american George Ogden Abell, la 15 octombrie 1953.Caracteristica cea mai proeminentă a acestei comete este că ea a avut o MOID abia ceva mai mult de o sutime dintr-o unitate astronomică.